# Rivière Patten
Pour les articles homonymes, voir Patten.
La rivière Patten (English : Patten River) est un affluent de la rivière Turgeon (segment ontarien), laquelle se déverse dans la rivière Harricana, au Québec ; et cette dernière coule principalement au Québec et se déverse sur le littoral sud de la Baie James, en Ontario. La "rivière Patten" prend sa source au Québec, puis coule dans la ville de Cochrane (Ontario), dans le District de Cochrane, en Ontario, au Canada.

## Géographie
Les bassins versants voisins de la rivière Patten sont :
- côté nord : Rivière Burntbush (Ontario) ;
- côté est : rivière Turgeon (Ontario et Québec), rivière Boivin ;
- côté sud : rivière Chaboillez (Ontario), rivière de la Reine (Ontario) ;
- côté ouest : Rivière Kabika (Ontario), Rivière Kabika Est (Ontario), Rivière Case (Ontario)[2].

La source principale de la rivière Patten est le lac Bill (altitude : 305 m) que le courant traverse vers l'ouest, en zone de marais. Ce lac est situé à cheval sur la frontière Ontario-Québec, à l'ouest de la zone de tête de la rivière Boivin. En amont du lac Bill (du côté est, soit du côté du Québec), la rivière Patten comporte un segment de 3,8 km en plusieurs zones de marais, qui recueille sept ruisseaux convergent ensemble en cinq branches sur une distance entre 1,8 km et 3,8 km, notamment :
- ruisseau venant du nord, lequel coule sur 8,2 km plus ou moins en parallèle à la frontière interprovinciale ;
- ruisseau venant du nord-est, lequel coule sur 11,4 km, en drainant quelques petits lacs ;
- ruisseau venant du nord-est, lequel coule sur 8,6 km ;
- ruisseau venant de l'est, lequel coule sur 4,2 km ;
- ruisseau venant du sud (soit des Collines Abitibi), lequel coule sur 8,9 km plus ou moins en parallèle à la frontière interprovinciale. Il se déverse dans la rivière Patten à 1,8 km de son embouchure. Il s'alimente au lac Poison. Il reçoit les eaux d'un ruisseau (long de 1,6 km) venant du sud (près de la frontière), drainant un lac sans nom (longueur : 2,0 km)[2].

À partir de l'embouchure (situé en Ontario) du lac Bill, la rivière Patten coule sur :
- 1,7 km vers l'ouest pour aller se déverser sur la rive est du lac Joe (altitude : 295 m) en Ontario, que le courant traverse sur 450 m vers l'ouest dans la partie nord du lac ;
- 10,0 km vers le nord-ouest en formant une courbe vers le Nord et en recueillant plusieurs ruisseaux environnants, jusqu'à la confluence de la rivière Patten Sud (venant du Sud) ;
- 7,0 km vers le nord-ouest, jusqu'à un ruisseau (venant du sud-ouest) ;
- 26,8 km vers le Nord  plus ou moins en parallèle avec la frontière Ontario-Québec, puis le nord-est, jusqu'à la confluence de la Petite rivière Clive (venant du Sud). Note : Dans ce segment, la rivière Patten pénètre dans Ontario jusqu'à un maximum de 11,25 km de la frontière interprovinciale ;
- 22,5 km vers le Nord, en formant une courbe vers l'Ouest, jusqu'à son embouchure[2].

L'embouchure de la rivière Patten est situé en zone de marais, à 2,0 km (ligne directe) à l'ouest de la frontière Ontario-Québec, à 0,6 km au sud de l'embouchure de la rivière Burntbush, à 2,9 km en aval de la frontière interprovincial sur la rivière Turgeon et à 4,2 km en amont de la deuxième traversée de la frontière interprovinciale.

## Toponymie
Le terme « Patten » constitue un patronyme de famille d'origine anglaise.